# Heaven Can Wait (utwór Michaela Jacksona)
Heaven Can Wait – piąty utwór Michaela Jacksona z albumu Invincible.

## Historia
Planowane było wydanie Heaven Can Wait jako singel promocyjny, lecz później z tego zrezygnowano. Mimo to utwór był bardzo często grany w amerykańskich radiostacjach co w rezultacie sprawiło, że Heaven Can Wait dotarło do 72 miejsca na liście Hot R&B/Hip-Hop Songs.

## Listy przebojów
| Lista (2001)          | Najwyższa pozycja |
| --------------------- | ----------------- |
| Hot R&B/Hip-Hop Songs | 72                |

## Szczegółowe informacje
Wokal: Michael Jackson 

Dodatkowy wokal w tle: Dr. Freeze oraz "Que" 

Tekst i muzyka: Michael Jackson, T. Riley, Andreaao Heard, Nate Smith, Teron Beal, E. Laues i K. Quiller 

Producent: Michael Jackson i Teddy Riley

Aranżacja i prowadzenie orkiestry: Jeremy Lubbock

Mix: Bruce Swedien, Teddy Riley i George Mayers